# Công ty xe hơi Hyundai
Công ty xe hơi Hyundai, thường được viết tắt là Hyundai Motors (tiếng Hàn: 현대자동차; Hanja: 現代自動車; Romaja: Hyeondae Jadongcha; Hán-Việt: Hiện đại tự động xa listenⓘ), và phổ biến được gọi là Hyundai là một công ty con trực thuộc tập đoàn Hyundai. Hiện nay, công ty sở hữu 33,88% cổ phần của "Công ty Kia", và cũng sở hữu hoàn toàn hai thương hiệu bao gồm công ty con sản xuất ô tô sang trọng của mình, "Genesis Motor", và một thương hiệu con chuyên sản xuất "xe điện", "Ioniq". Cả ba thương hiệu này cùng tạo nên "Tập đoàn Hyundai Motor".
Hyundai điều hành nhà máy sản xuất ô tô tích hợp lớn nhất thế giới tại Ulsan, Hàn Quốc, với công suất sản xuất hàng năm là 1,6 triệu đơn vị. Công ty có khoảng 75.000 nhân viên trên toàn cầu. Xe Hyundai được bán tại 193 quốc gia thông qua 5.000 đại lý và showroom.

## Khái quát
Thành lập vào ngày 29 tháng 12 năm 1967, Hyundai Motor hiện đang là nhà sản xuất ô tô có quy mô lớn nhất tại quê nhà Hàn Quốc và đồng thời cũng là hãng xe có giá trị thương hiệu lớn thứ 5 thế giới năm 2020.

## Tên gọi
Trong tiếng Hàn, tên gọi "Hyundai" được ghép từ hai ký tự Hyun - Hiện và dai - đại, dịch theo nghĩa tiếng Việt có nghĩa là "Hiện đại", "Tính hiện đại" hoặc "Sự hiện đại" (tiếng Anh: Modernity). Khẩu hiệu của Hyundai là: "New Thinking. New Possibilities" (Tư duy mới. Tiềm năng mới).

## Sáp nhập và phát triển
Năm 1999, Hyundai mua lại cổ phần của công ty Kia để tiến hành quá trình tái cơ cấu và thành lập ra một liên minh sản xuất xe hơi mới. Năm 2004, Hyundai cho ra mắt mẫu xe hơi hạng sang đầu tiên của mình là Hyundai Genesis. Sau 11 năm, Genesis được công bố là thương hiệu độc lập.

## Lịch sử

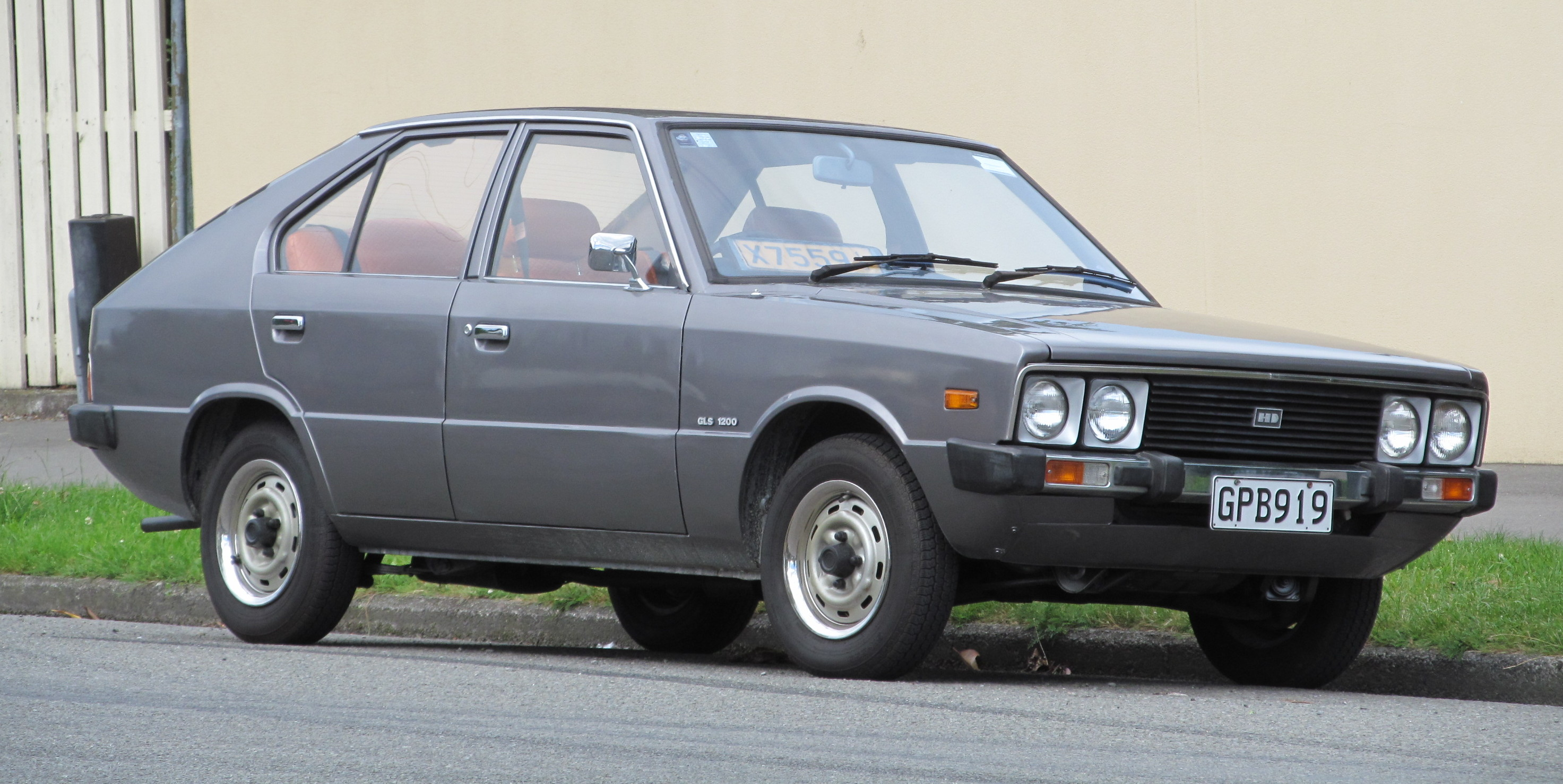
1982 Hyundai Pony

Chung Ju-Yung (1915–2001) thành lập Công ty Xây dựng và Kỹ thuật Hyundai vào năm 1947. Công ty Hyundai Motor Company được thành lập vào năm 1967, và mẫu xe đầu tiên của công ty, Cortina, được phát hành vào năm 1968 thông qua sự hợp tác với Ford Motor Company. Khi Hyundai muốn phát triển xe ô tô riêng của mình, họ đã thuê George Turnbull vào tháng 2 năm 1974, người từng là giám đốc điều hành của Austin Morris tại British Leyland. Ông ta sau đó thuê năm kỹ sư ô tô hàng đầu của Anh. Họ bao gồm nhà thiết kế thân xe Kenneth Barnett, kỹ sư John Simpson và Edward Chapman, John Crosthwaite, trước đây của BRM, làm kỹ sư khung xe và Peter Slater làm kỹ sư phát triển chính. Năm 1975, mẫu xe Pony, chiếc xe hơi Hàn Quốc đầu tiên, được ra mắt, với thiết kế của Giorgio Giugiaro của ItalDesign và công nghệ động cơ được cung cấp bởi Mitsubishi Motors của Nhật Bản. Việc xuất khẩu bắt đầu vào năm sau đến Ecuador và sau đó đến các quốc gia Benelux. Hyundai gia nhập thị trường Anh vào năm 1982, bán được 2993 xe trong năm đầu tiên tại đó.
Năm 1984, Hyundai bắt đầu xuất khẩu mẫu xe Pony đến Canada, nhưng không xuất khẩu đến Hoa Kỳ, vì Pony không đáp ứng được các tiêu chuẩn khí thải tại đó. Doanh số bán ra tại Canada vượt xa dự kiến, và lúc đó Pony là xe bán chạy nhất trên thị trường Canada. Năm 1985, Hyundai đã sản xuất được một triệu xe Hyundai đầu tiên. Trước khi mẫu xe Hyundai Grandeur lớn hơn được giới thiệu vào năm 1986, Hyundai đã cung cấp một mẫu xe Ford Granada được lắp ráp tại chỗ cho thị trường người quản lý Hàn Quốc. Việc nhập khẩu các bộ phận để lắp ráp này được phép miễn là Hyundai xuất khẩu năm chiếc xe cho mỗi chiếc Granada nhập khẩu (điều này cũng áp dụng cho Kia).
Năm 1986, Hyundai bắt đầu bán xe tại Hoa Kỳ, và mẫu xe Excel đã được đề cử là "Sản phẩm tốt nhất số 10" bởi tạp chí Fortune magazine, chủ yếu nhờ giá cả phải chăng của nó. Công ty bắt đầu sản xuất các mẫu xe với công nghệ riêng của mình từ năm 1988, bắt đầu bằng mẫu xe cỡ trung Sonata. Vào mùa xuân năm 1990, tổng sản xuất ô tô Hyundai đã đạt mốc bốn triệu chiếc. Năm 1991, công ty đã thành công trong việc phát triển động cơ xăng tiên tiến đầu tiên của mình, động cơ Alpha bốn xi-lanh, cùng với hộp số riêng, mở đường cho sự độc lập công nghệ.
Năm 1996, Hyundai Motor India Limited được thành lập với một nhà máy sản xuất tại Irungattukottai gần Chennai, Ấn Độ.
Năm 1998, Hyundai bắt đầu cải tổ hình ảnh của mình nhằm xây dựng thương hiệu hàng đầu thế giới. Chung Ju Yung chuyển quyền lãnh đạo của Hyundai Motor cho con trai là Chung Mong Koo vào năm 1999. Tập đoàn Hyundai Motor, công ty mẹ của Hyundai, đã đầu tư mạnh vào chất lượng, thiết kế, sản xuất và nghiên cứu lâu dài về ô tô. Họ đã thêm một bảo hành 10 năm hoặc 100.000 dặm (khoảng 160.000 km) cho các xe bán tại Hoa Kỳ và triển khai một chiến dịch tiếp thị mạnh mẽ.
Năm 2004, Hyundai đứng thứ hai về "chất lượng ban đầu" trong một khảo sát của J.D. Power and Associates tại Bắc Mỹ. Hiện nay, Hyundai là một trong 100 thương hiệu có giá trị nhất trên toàn thế giới theo Interbrand. Từ năm 2002, Hyundai cũng là một trong những nhà tài trợ chính thức toàn cầu của World Cup FIFA.
Năm 2006, chính phủ Hàn Quốc tiến hành điều tra các hoạt động của Chung Mong Koo như người đứng đầu Hyundai, nghi ngờ ông ta có hành vi tham nhũng. Ngày 28 tháng 4 năm 2006, Chung bị bắt giữ và bị buộc tội sử dụng sai mục đích số tiền 100 tỷ won Hàn Quốc (106 triệu đô la Mỹ). Như một kết quả, Phó chủ tịch và CEO của Hyundai, Kim Dong-jin, đã thay thế ông ta làm trưởng công ty.
Vào ngày 30 tháng 9 năm 2011, Yang Seung Suk thông báo về việc nghỉ hưu khỏi vị trí CEO của Hyundai Motor Co. Trong thời gian thay thế tạm thời, Chung Mong-koo và Kim Eok-jo sẽ chia sẻ trách nhiệm CEO.
Năm 2014, Hyundai bắt đầu một sáng kiến nhằm tập trung vào cải thiện động học xe trong các mẫu xe của mình và thuê Albert Biermann, người từng là Phó Chủ tịch Kỹ thuật của BMW M, để điều hành phát triển khung gầm cho các mẫu xe Hyundai, tuyên bố: "Công ty dự định trở thành một nhà lãnh đạo kỹ thuật về sự thoải mái và xử lý xe, sản xuất các mẫu xe dẫn đầu trong các phân khúc tương ứng về sự tương tác với người lái."
Vào ngày 14 tháng 10 năm 2020, Euisun Chung được khánh thành làm Chủ tịch mới của Tập đoàn Hyundai Motor. Cha ông, Chung Mong-Koo, trở thành Chủ tịch danh dự.
Vào tháng 4 năm 2021, công ty cho biết lợi nhuận của họ tăng 187%, con số tăng cao nhất trong bốn năm. Công ty ghi nhận lợi nhuận 1,16 tỷ đô la từ đầu năm 2021 đến tháng 3.

### Nghiên cứu và phát triển
Hyundai có sáu trung tâm nghiên cứu và phát triển, nằm ở Hàn Quốc (ba văn phòng), Đức, Nhật Bản và Ấn Độ. Ngoài ra, có một trung tâm tại California phát triển thiết kế cho Hoa Kỳ.
Hyundai thành lập Trung tâm Thiết kế Hyundai tại Fountain Valley, California năm 1990. Trung tâm đã chuyển đến một cơ sở mới trị giá 30 triệu đô la ở Irvine, California vào năm 2003, và được đổi tên thành Trung tâm Thiết kế và Kỹ thuật Hyundai Kia Motors. Cơ sở này cũng là nơi đặt Trung tâm Kỹ thuật Hyundai America, Inc, một công ty con chịu trách nhiệm cho tất cả các hoạt động kỹ thuật tại Hoa Kỳ cho Hyundai. Trung tâm Kỹ thuật Hyundai America đã chuyển đến trụ sở mới có diện tích 200.000 foot vuông (19.000 m2), trị giá 117 triệu đô la ở Superior Township, Michigan (gần Ann Arbor) năm 2005.

### Môi trường và năng lượng tiết kiệm
Năm 2004, Hyundai Motor đã ký kết với tập đoàn dầu khí Ả Rập Xê Út Aramco để phát triển các dự án về năng lượng tiết kiệm và khí thải CO2. Các dự án bao gồm động cơ xăng điện tử, công nghệ nhiên liệu, công nghệ môi trường, ô tô xanh, dự án phát triển nhà ở tiết kiệm năng lượng và xây dựng văn phòng hiệu quả năng lượng. Hai công ty cũng đã cùng nhau tạo ra mô hình vật lý để phân tích lưu lượng khí thải và kiểm soát nhiệt lượng trong môi trường động cơ. Công ty Hyundai và công ty mẹ của nó, Hyundai Motor Group, cũng đã tài trợ cho một cuộc thi ý tưởng sáng tạo về các ý tưởng xanh có thể sử dụng trong các ô tô trong tương lai.
Hyundai cũng đã phát triển các công nghệ xe điện và xe hybrid. Vào năm 2016, họ giới thiệu mẫu xe điện đầu tiên của mình, Hyundai Ioniq Electric, và mở rộng dòng xe hybrid của mình với mẫu xe Hyundai Ioniq Hybrid và Hyundai Ioniq Plug-in Hybrid. Công ty cũng tiếp tục đầu tư vào công nghệ năng lượng tiết kiệm và phát triển các dòng xe tiết kiệm nhiên liệu và thân thiện với môi trường.

## Các vụ tranh cãi

### Số liệu tiêu thụ nhiên liệu sai lệch
Sau một cuộc điều tra vào năm 2012, Cơ quan Bảo vệ Môi trường (EPA) của Hoa Kỳ phát hiện rằng 35% tổng số xe Hyundai và Kia của các năm 2011-2013 có số liệu tiêu thụ nhiên liệu bị phóng đại; đến 6 dặm mỗi gallon. Hiện nay, Hyundai và Kia đã bắt đầu một chương trình bồi thường cho chủ sở hữu các xe bị ảnh hưởng trong khoảng thời gian 2011-2013. Năm 2014, công ty bị chính phủ Hoa Kỳ phạt 350 triệu đô la, đồng ý trả 395 triệu đô la vào năm 2013 để giải quyết yêu cầu của các chủ xe, và đồng ý trả 41,2 triệu đô la để bồi thường "chi phí điều tra" của 33 luật sư tổng tiểu bang tại Hoa Kỳ.

### Quảng cáo sai về động cơ và công suất
Một số người tiêu dùng phàn nàn rằng động cơ được trang bị trên mẫu xe Hyundai Veloster tại Brazil kém chất lượng so với những gì được quảng cáo. Các bài kiểm tra độc lập đã xác nhận rằng nó không phải là cùng một động cơ, và chỉ đạt công suất 121 mã lực (119 mã lực) thay vì 140 mã lực được quảng cáo, khiến chiếc xe bị gán cho biệt danh như "Slowster" (chậm chạp) trên thị trường Brazil.

### Tranh cãi về quảng cáo
Vào tháng 4 năm 2013, Hyundai Motors UK phát hành một đoạn quảng cáo miêu tả một người đàn ông cố gắng tự tử bằng khí CO trong một chiếc xe ix35, nhưng không thành công vì khí thải của xe không độc hại. Quảng cáo này, do công ty nội bộ của Hyundai Innocean Worldwide sản xuất, nhận được sự phản đối gay gắt vì khuyến khích tự sát. Hyundai đã sau đó gỡ bỏ video và đưa ra lời xin lỗi chính thức.